# Artins konstant
Inom matematiken är Artins konstant en matematisk konstant som förekommer i Artins förmodan om primitiva rötter. Konstanten definieras som den oändliga produkten
{\displaystyle C_{\mathrm {Artin} }=\prod _{p\ \mathrm {prime} }\left(1-{\frac {1}{p(p-1)}}\right)=0.3739558136\ldots } (talföljd A005596 i OEIS).